# Callistosporiaceae
Callistosporiaceae Vizzini, Consiglio, M. Marchetti & P. Alvarado – rodzina grzybów znajdująca się w rzędzie pieczarkowców (Agaricales).

## Systematyka
Pozycja w klasyfikacji według Index Fungorum: Agaricales, Agaricomycetidae, Agaricomycetes, Agaricomycotina, Basidiomycota, Fungi.
Do rodziny Callistosporiaceae według Dictionary of the Fungi należą rodzaje:
- Anupama K.N.A. Raj, K.P.D. Latha & Manim. 2019
- Callistosporium Singer 1944
- Guyanagarika Sánchez-García, T.W. Henkel & Aime 2016
- Macrocybe Pegler & Lodge 1998
- Pseudolaccaria Vizzini, Contu & Z.W. Ge 2015
- Xerophorus (Bon) Vizzini, Consiglio & M. Marchetti 2020

Nazwy naukowe według Dictionary of the Fungi.